# هارالد شتيفان
هارالد شتيفان (بالألمانية: Harald Stefan)‏ هو سياسي نمساوي، ولد في 12 سبتمبر 1965 بفيينا في النمسا. حزبياً، نشط في حزب الحرية النمساوي.

## مناصب
- انتخب عضو المجلس الوطني للنمسا وقد انضم خلال فترته النيابية ‏ للكتلة البرلمانية Freedom Party Parliamentary Group  [لغات أخرى]‏.
- انتخب عضو المجلس الوطني للنمسا وقد انضم خلال فترته النيابية ‏ للكتلة البرلمانية Freedom Party Parliamentary Group  [لغات أخرى]‏.
- انتخب عضو البرلمان الإقليمي فيينا.
- انتخب عضو المجلس الوطني للنمسا.